# 四声八病説
四声八病説（しせいはっぺいせつ）は、中国南北朝時代の文学者の沈約が南朝斉の武帝蕭賾の永明年間（483年 - 493年）に唱えたとされる詩歌の韻律論。沈約は『四声譜』を著して中国語の声調を4種類に分類し（四声）、さらに『宋書』「謝霊運伝」に付した論において、文学作品の韻律美を自覚的に追求することを提唱した。沈約の主張に謝朓・王融らが共鳴し、彼らが確立した詩風は「永明体」と呼ばれ、当時大いに流行した。「八病説」は、四声論にもとづき、当時の主要な詩型であった五言詩において、具体的に回避すべき禁忌として提示された8種の規則を指し、「平頭・上尾・蜂腰・鶴膝・大韻・小韻・傍紐・正紐」の名称がある。

## 八病説の内容
八病説に関する最もまとまった記述は、日本の平安時代の僧侶の空海が編集した詩論書『文鏡秘府論』西巻「文二十四種病」にある。ただし沈約本人による記述ではなく、後世の隋の劉善経『四声指帰』や唐の上官儀『筆札華梁』・無名氏『文筆式』・元兢『詩髄脳』などの諸書から引用されたものであり、それぞれに異同がある。ここでは唐代おける標準的な八病説と見られる『筆札華梁』および『文筆式』の内容を紹介する。

### 平頭
上下2句1聯の第1・2字同士が同じ声調であること。
芳時淑氣清　　芳時 淑気 清く
提壺臺上傾　　壷を提げて 台上に傾く
- 上下2句第1字の「芳」「提」（ともに平声）、第2字の「時」「壷」（ともに平声）が同じ声調。

### 上尾
上下2句1聯の末字（第5字）同士が同じ声調であること。
西北有高樓　　西北に高楼有り
上與浮雲齊　　上は浮雲と斉（ひと）し
- 上下2句の第5字「楼」「斉」が同じ声調（ともに平声）。

### 蜂腰
各句において、第2・5字が同じ声調であること
聞君愛我甘　　君の我の甘きを愛するを聞き
竊獨自雕飾　　竊（ひそか）に独り 自ら彫飾す
- 上句第2・5字の「君」「甘」（いずれも平声）と下句の「独」「飾」（いずれも入声）が同じ声調。

### 鶴膝
4句2聯の第1・3句において、末字（第5字）同士が同じ声調であること。
撥棹金陵渚　　棹を撥す 金陵の渚
遵流背城闕　　流れに遵ふ 背城の闕
浪蹙飛船影　　浪は蹙（ちぢ）む 飛船の影
山挂垂輪月　　山は挂く 垂輪の月
- 第1・3句の第5字「渚」「影」が同じ声調（いずれも上声）。

### 大韻
上下2句1聯において、韻字と同韻の字を用いること。
紫翮拂花樹　　紫翮 花樹を払ひ
黄鸝閑綠枝　　黄鸝 緑枝に閑たり 
- 下句第2字の「鸝」が韻字である「枝」と同韻（いずれも平声支韻に属する）。

### 小韻
上下2句1聯において、韻字以外の9字の中で同韻の字を複用すること。
搴簾出戸望　　簾を搴りて戸を出でて望めば
霜花朝瀁日　　霜花 朝に日に瀁（ただよ）ふ
- 上句第5字「望」と下句第4字「瀁」が同韻字（いずれも去声漾韻に属する）。

### 傍紐
各句において、双声以外で同声母の字を複用すること。
魚游見風月　　魚は游ぐ 風月を見る
獸走畏傷蹄　　獣は走りて 傷蹄を畏る
- 上句第1・5字の「魚」「月」、下句第1・4字の「獣」「傷」がそれぞれ同声母。

### 正紐
各句または上下2句において、声調の異なる同音字（声母・韻母を同じくする）を複用すること。
我本漢家子　　我は本 漢家の子
來嫁單于庭　　来りて単于の庭に嫁ぐ
- 上句第4字「家」（平声）と下句第2字「嫁」（去声）が同じ紐。

## 関連書
- 小西甚一『文鏡秘府論考』研究篇 上下（講談社、1952年）
- 興膳宏 訳注『弘法大師空海全集』第5巻（筑摩書房、1986年）